# غرايم توملينسون
غرايم توملينسون (بالإنجليزية: Graeme Tomlinson)‏ هو لاعب كرة قدم بريطاني في مركز الهجوم، ولد في 10 ديسمبر 1975 في واتفورد في المملكة المتحدة. لعب مع برادفورد سيتي وستيفيناغ بوروه وماكليسفيلد تاون ومانشستر يونايتد ونادي إكزتر سيتي ونادي بورنموث ونادي لوتون تاون ونادي ميلوول ونادي ويمبلدون.